# Religioni in Svizzera

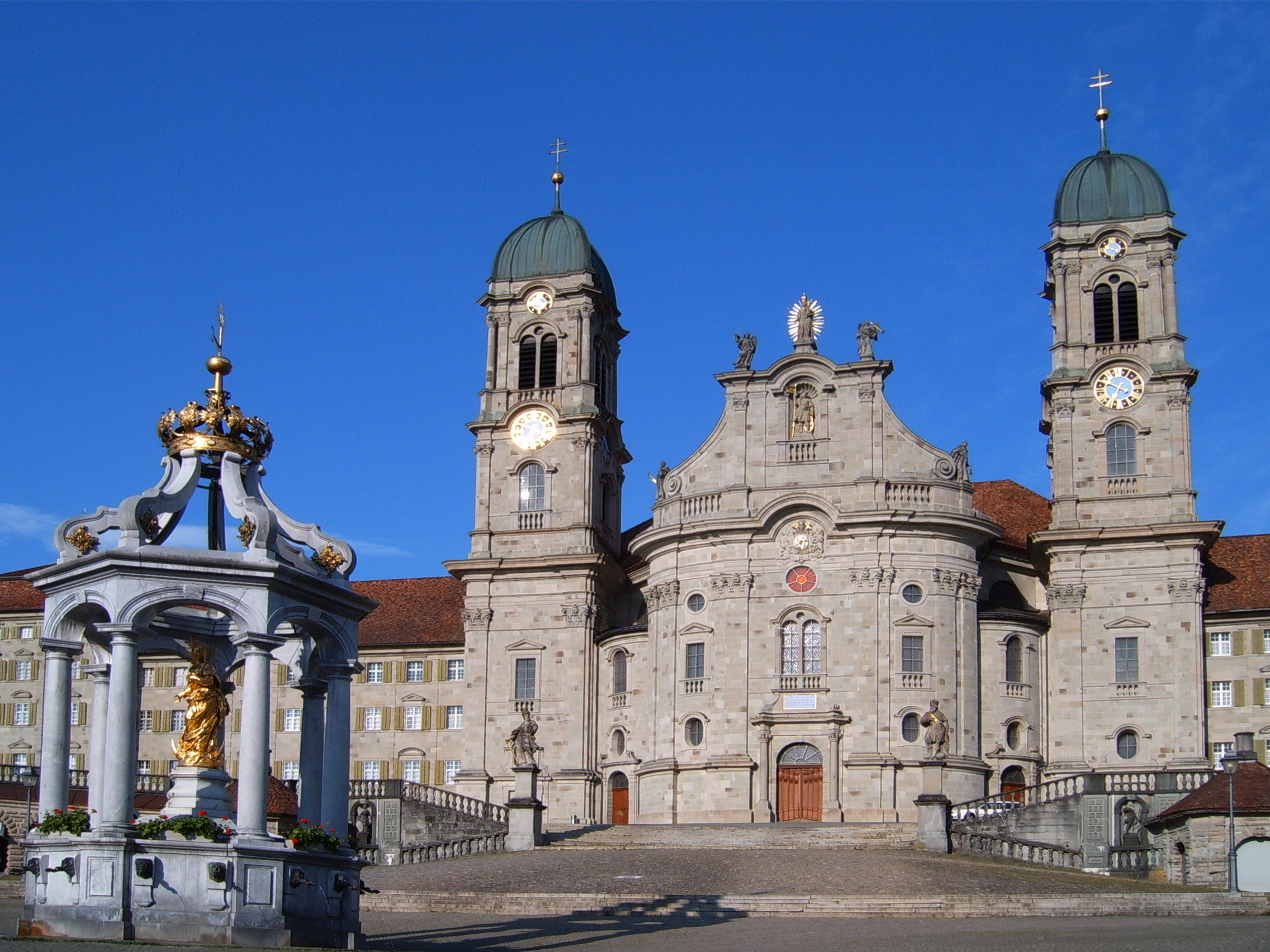
L'abbazia territoriale di Einsiedeln, fondata nel 934, è oggi il principale santuario mariano della Svizzera.

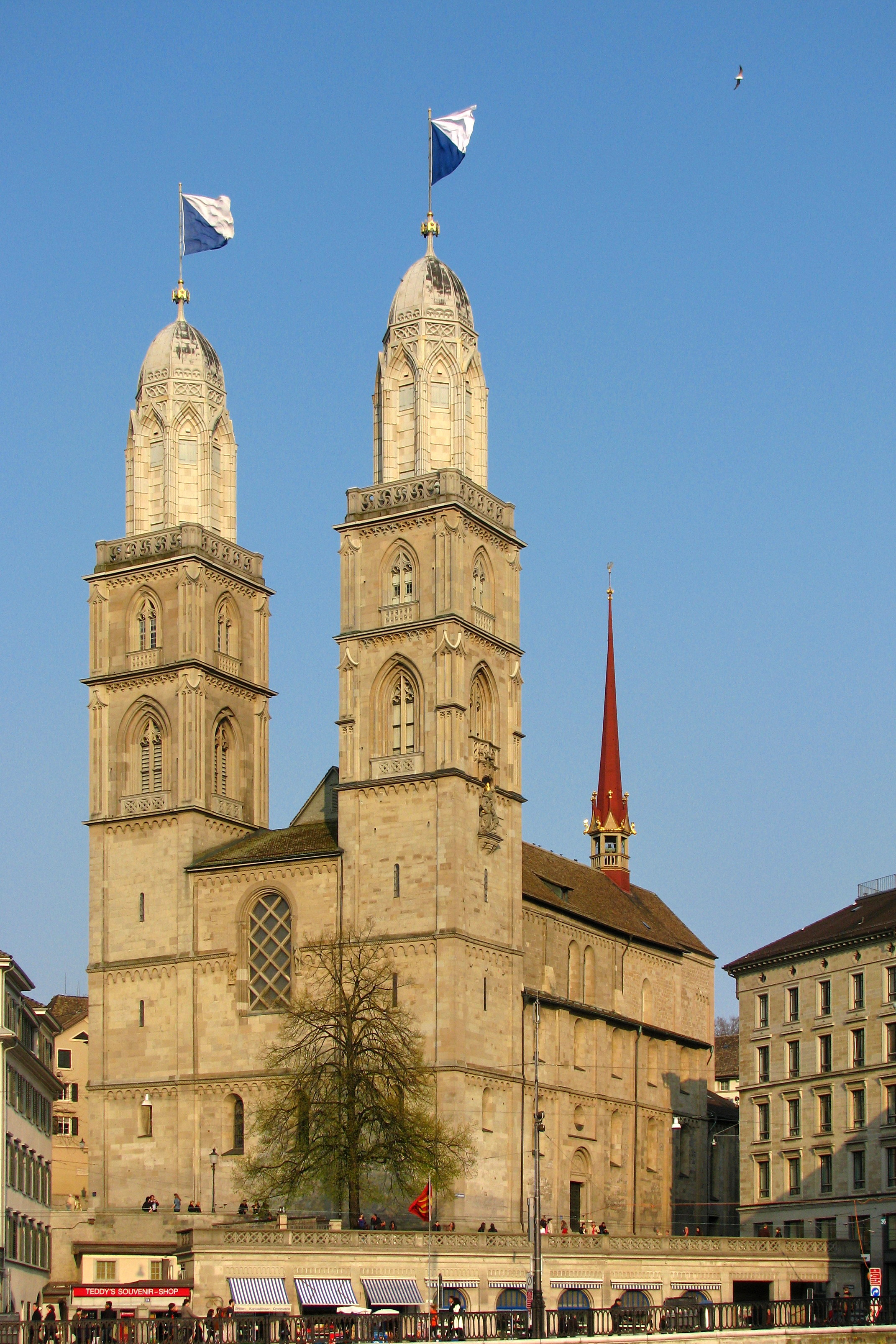
Il Grossmünster, l'antico duomo di Zurigo punto di partenza della Riforma zwingliana in Svizzera.

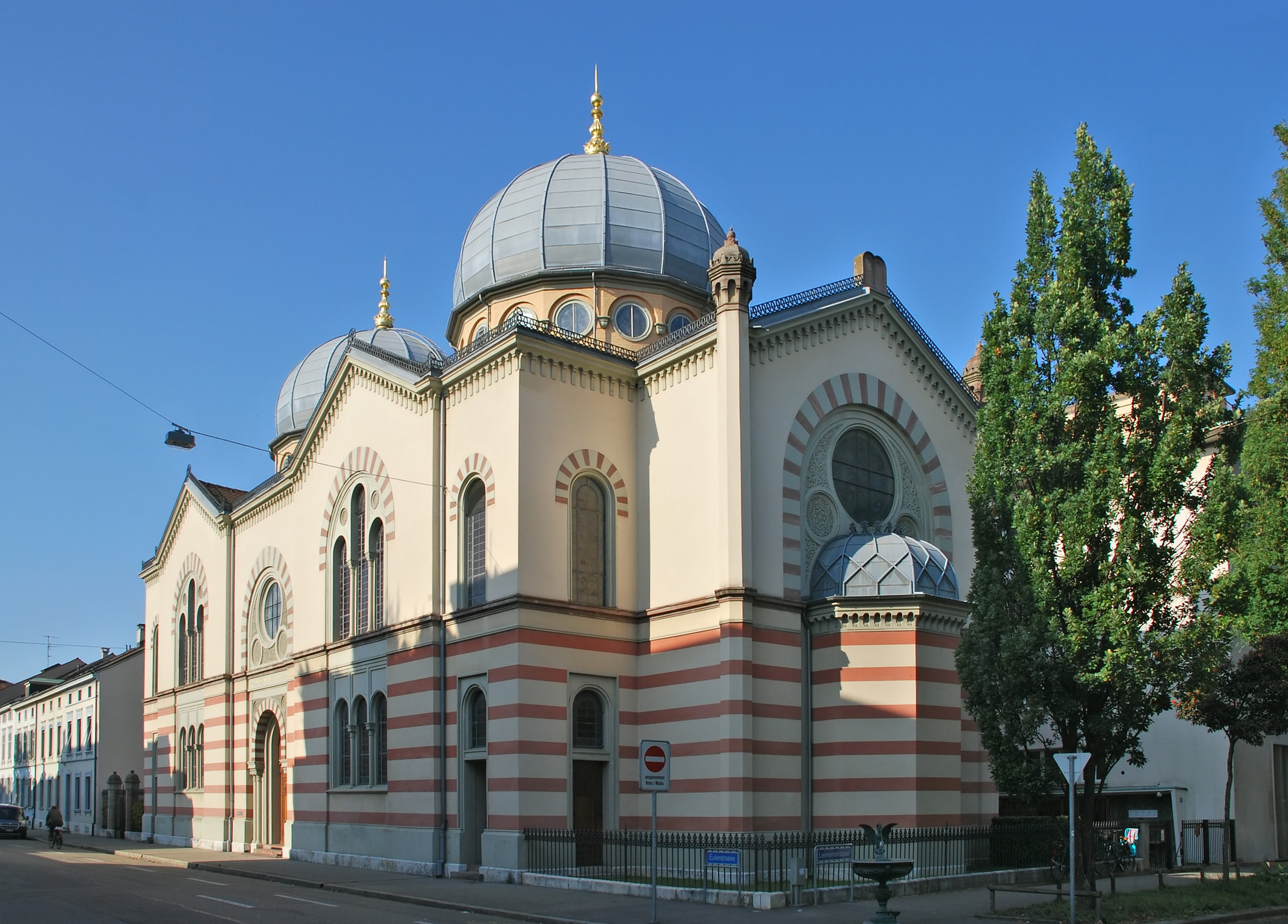
La sinagoga di Basilea, eretta nel 1805 dalla locale comunità ebraica.

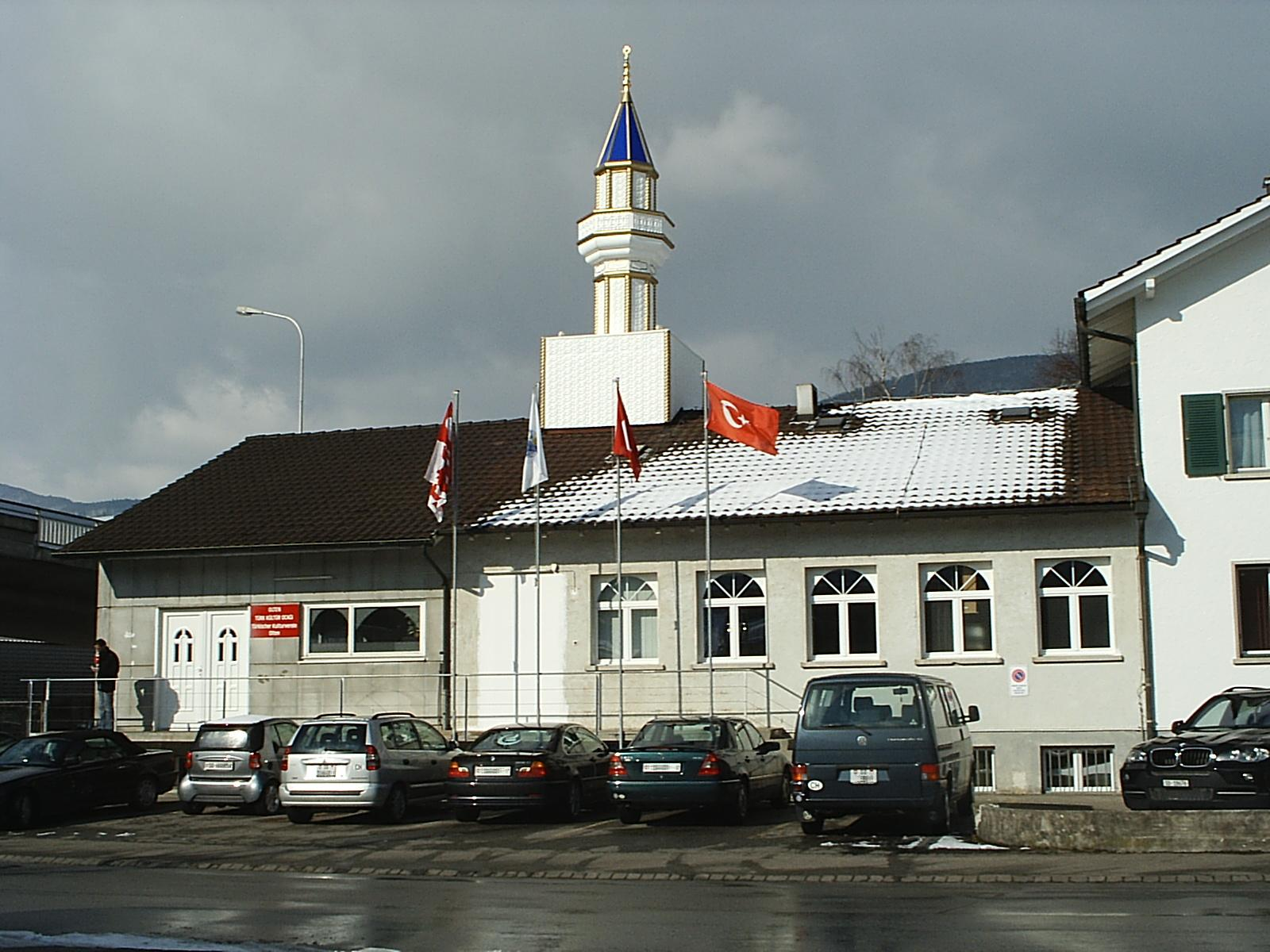
La moschea di Wangen bei Olten, edificata nel 2009 dalla comunità turca.

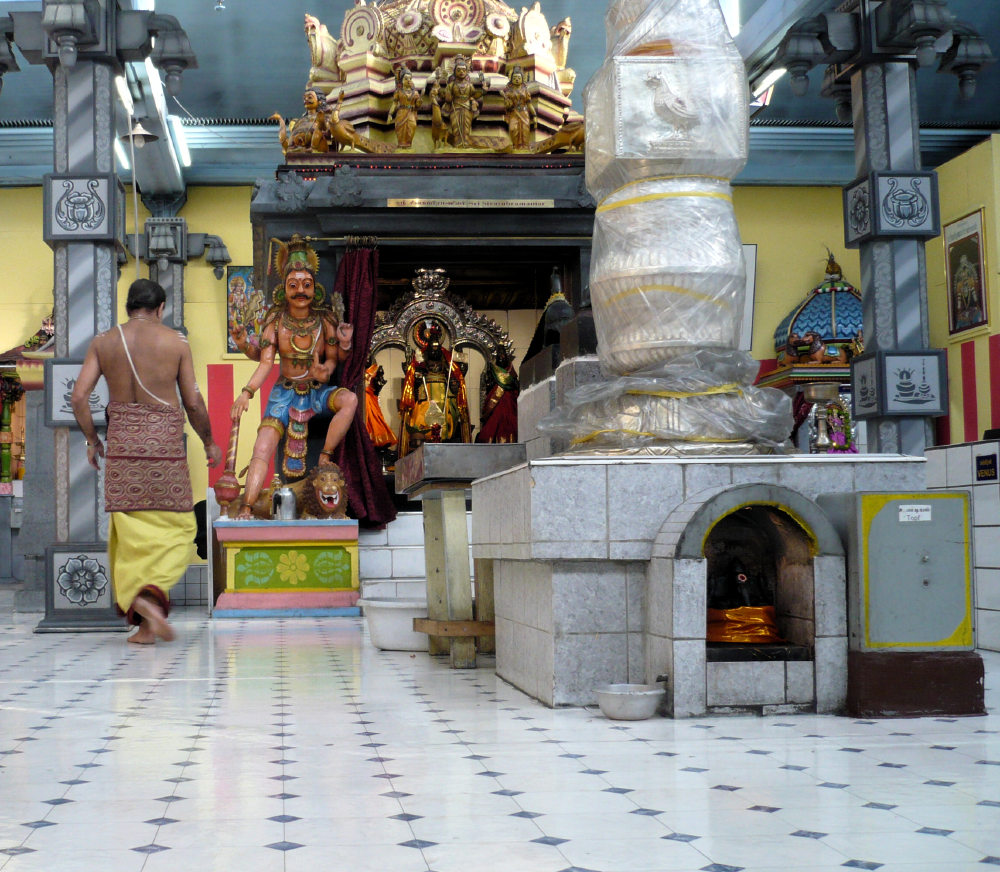
Il tempio indù Sri Sivasubramaniar di Adliswil, nel Canton Zurigo.

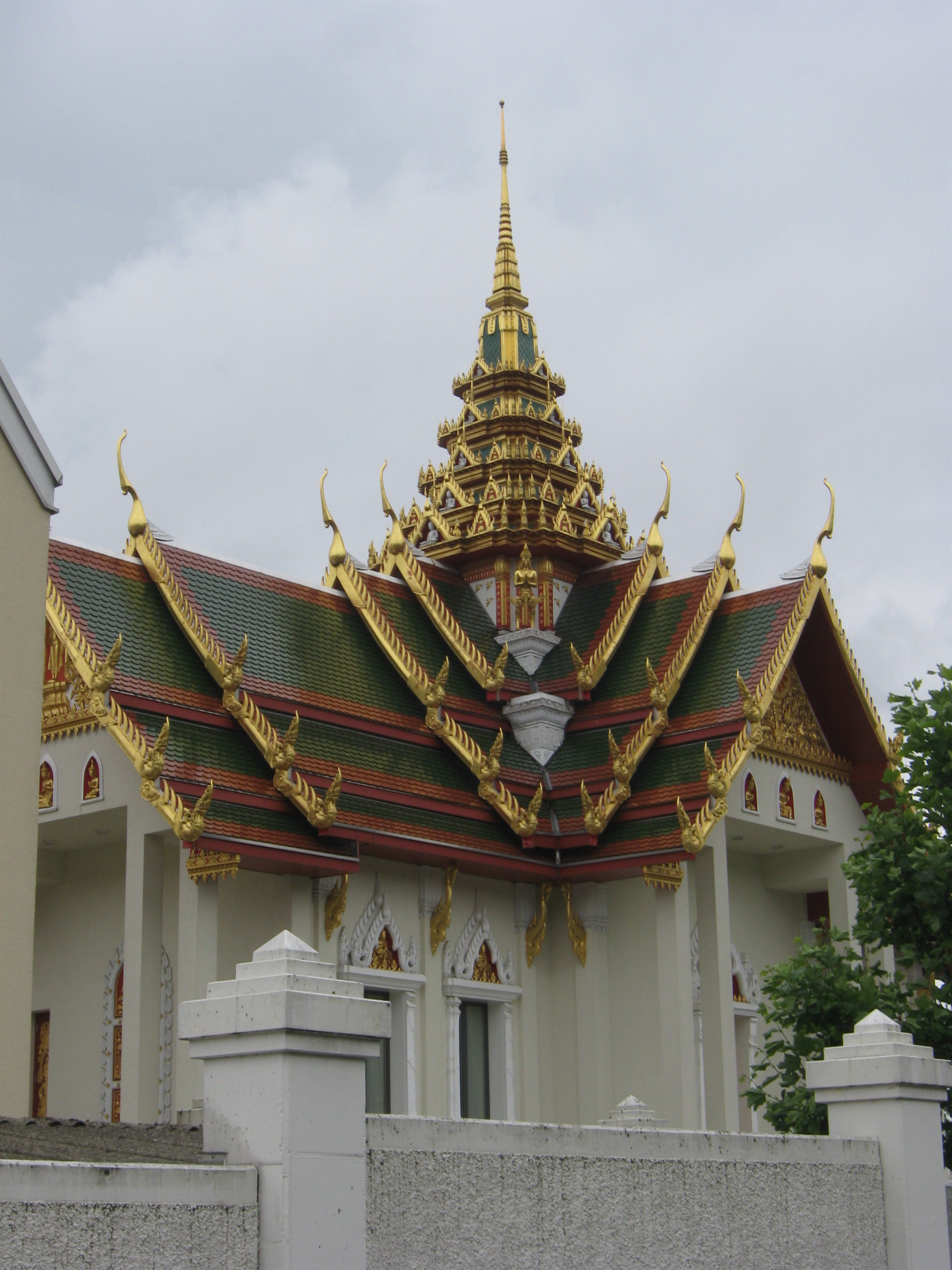
Il tempio buddhista Wat Srinagarindravararam a Gretzenbach, nel Canton Soletta.

Il cristianesimo è la religione maggiormente diffusa in Svizzera. Fin dal XVI secolo i cristiani svizzeri si sono divisi tra la Chiesa cattolica e le Chiese riformate. 
A livello federale la Svizzera non ha una religione di Stato, tuttavia la maggior parte dei cantoni riconosce sia la Chiesa cattolica sia la Chiesa riformata svizzera come Chiese cantonali (ted. Landeskirchen, fr. Eglises nationales) sulle cui disposizioni vengono decretate le festività. Queste due Chiese vengono finanziate attraverso le tasse di culto, pagate esclusivamente dagli aderenti. Un certo numero di cantoni riconosce anche la Chiesa cattolica cristiana svizzera, denominazione vetero-cattolica nata da uno scisma con Roma in seguito al Concilio Vaticano I. La ripartizione confessionale non ricalca quella linguistica e coincide ormai solo parzialmente con la suddivisione cantonale.

## La pratica religiosa
L'Articolo 15 della Costituzione federale disciplina la libertà di credo e di coscienza:
- La libertà di credo e di coscienza è garantita.
- Ognuno ha il diritto di scegliere liberamente la propria religione e le proprie convinzioni filosofiche e di professarle individualmente o in comunità.
- Ognuno ha il diritto di aderire a una comunità religiosa, di farne parte e di seguire un insegnamento religioso.
- Nessuno può essere costretto ad aderire a una comunità religiosa o a farne parte, nonché a compiere un atto religioso o a seguire un insegnamento religioso.[4]

Secondo il censimento federale del 2000 (anno dell'ultima indagine dettagliata) entro i confini svizzeri (cittadini elvetici e stranieri) i cattolici erano il 41,8%, i protestanti il 35,3%, gli atei l'11,1%, coloro che non fornivano indicazioni (essenzialmente agnostici) il 4,3%, i musulmani il 4,3% e i seguaci di altre confessioni (chiese evangeliche libere, cristiani ortodossi, ebrei, buddhisti, induisti e sikh) complessivamente il 3,2%. Il censimento del 2010 denota una notevole diminuzione dei cristiani, sia cattolici che protestanti, la sostanziale stabilità dei musulmani e un forte aumento dei non credenti. . La rilevazione dell'Ufficio Centrale di Statistica relativa al 2020 ha confermato un forte aumento dei non religiosi .
| Religione          | 1970   | 1980   | 1990   | 2000   | 2010  | 2015   | 2020  |
| ------------------ | ------ | ------ | ------ | ------ | ----- | ------ | ----- |
| Cattolici          | 49,39% | 47,60% | 46,15% | 41,82% | 38,6% | 37,25% | 35,8% |
| Protestanti        | 46,42% | 43,87% | 38,51% | 33,04% | 28,0% | 24,93% | 23,8% |
| Musulmani          | 0,26%  | 0,89%  | 2,21%  | 4,26%  | 4,5%  | 5,10%  |       |
| Ortodossi          | 0,33%  | 0,58%  | 1,04%  | 1,81%  |       |        |       |
| Neoapostolici      | 0,49%  |        |        | 0,38%  |       |        |       |
| Testimoni di Geova | 0,17%  |        |        | 0,28%  |       |        |       |
| Ebrei              | 0,33%  | 0,29%  | 0,26%  | 0,25%  | 0,2%  | 0,25%  |       |
| Vetero cattolici   | 0,32%  | 0,26%  | 0,17%  | 0,18%  |       |        |       |
| Metodisti          | 0,17%  | 0,09%  | 0,15%  | 0,12%  |       |        |       |
| Altri protestanti  | 0,42%  |        |        | 1,44%  |       |        |       |
| Altri cristiani    | 0,05%  | 0,30%  | 0,12%  | 0,20%  |       | 5,84%  |       |
| Altre religioni    | 0,12%  | 0,19%  | 0,42%  | 0,78%  |       | 1,35%  |       |
| Senza religione    | 1,14%  | 3,80%  | 7,43%  | 11,11% | 20,1% | 23,94% | 26,3% |
| Senza indicazione  | 0,39%  | 1,09%  | 1,48%  | 4,33%  |       | 1,34%  |       |

Nel 2005 una statistica dell'Eurobarometro (istituzione statistica dell'Unione europea) ha raccolto quanto segue:
- il 39% degli svizzeri dichiarava di "credere in Dio".
- il 39% si dichiarava genericamente teista.
- il 19% dichiarava di non credere nell'esistenza di un dio.[9]

## Ripartizione confessionale tra svizzeri e stranieri
In Svizzera gli stranieri costituiscono circa il 25% della popolazione: la maggior parte di essi proviene dalla Germania, dall'Italia, dalla Penisola iberica e da quella balcanica. Secondo la rilevazione strutturale del 2017, le religioni praticate o professate dagli immigrati si discostano solo in parte da quelle tradizionali della Svizzera: in particolare tra gli stranieri, in rapporto alla popolazione autoctona, sono sottorappresentati i Riformati (31,2% tra gli svizzeri, 4,9% tra gli stranieri) e sovrarappresentati i musulmani (2,4% tra gli svizzeri, 14,1% tra gli stranieri):

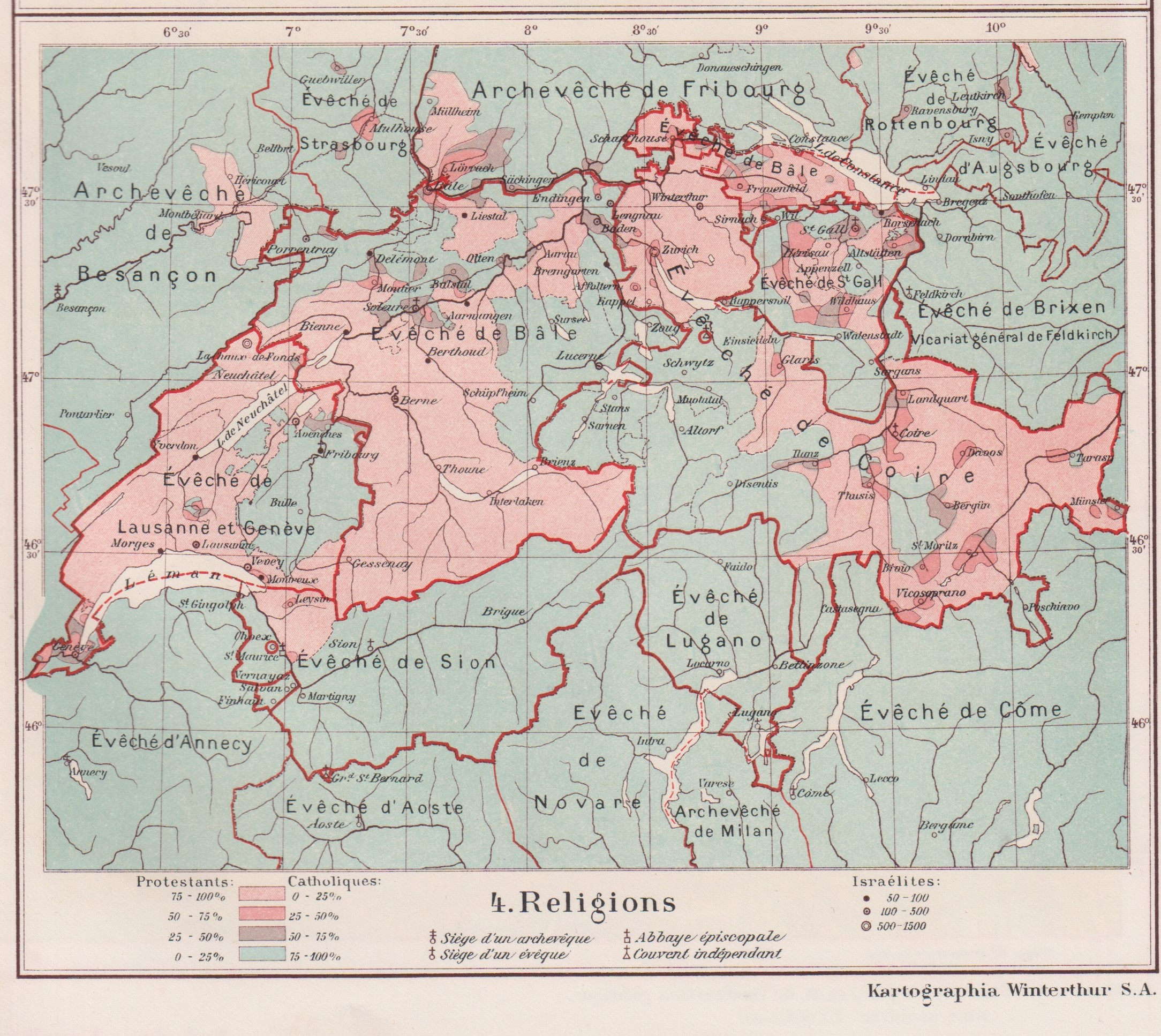
Ripartizione fra aree in maggioranza cattolica (verdi) e maggioranza protestante (rosa) all'inizio del XX secolo

| Religione                                                      | Cittadini svizzeri | Stranieri |
| -------------------------------------------------------------- | ------------------ | --------- |
| Cristianesimo                                                  | 72,9%              | 51,8%     |
| - Cattolici                                                    | 36,7%              | 38,4%     |
| - Riformati                                                    | 31,2%              | 4,9%      |
| - Altre confessioni cristiani                                  | 5,0%               | 8,5%      |
| Altre religioni                                                | 3,5%               | 17,2%     |
| - Musulmani                                                    | 2,4%               | 14,1%     |
| - Ebrei                                                        | 0,2%               | 0,3%      |
| - Altre confessioni religiose                                  | 0,9%               | 2,8%      |
| Senza confessione*                                             | 22,4%              | 29,4%     |
| Senza indicazione                                              | 1,2%               | 1,5%      |
| *agnostici, atei, ma anche teisti senza appartenenza religiosa |                    |           |

## Ripartizione di cattolici e protestanti per cantone

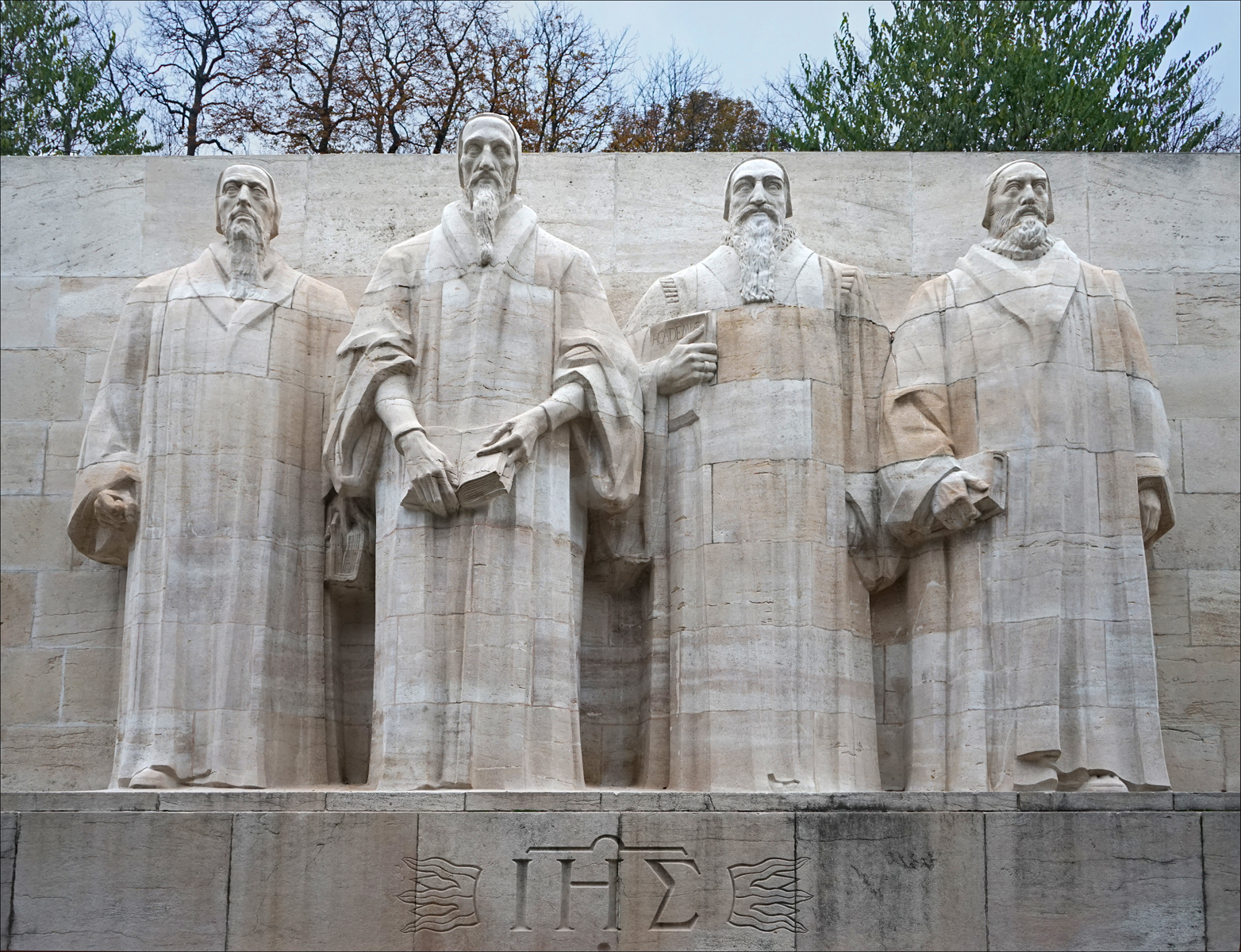
Parte centrale del Muro dei Riformatori a Ginevra, commemorante i padri fondatori del Calvinismo: Guillaume Farel, Giovanni Calvino, Teodoro di Beza e John Knox.

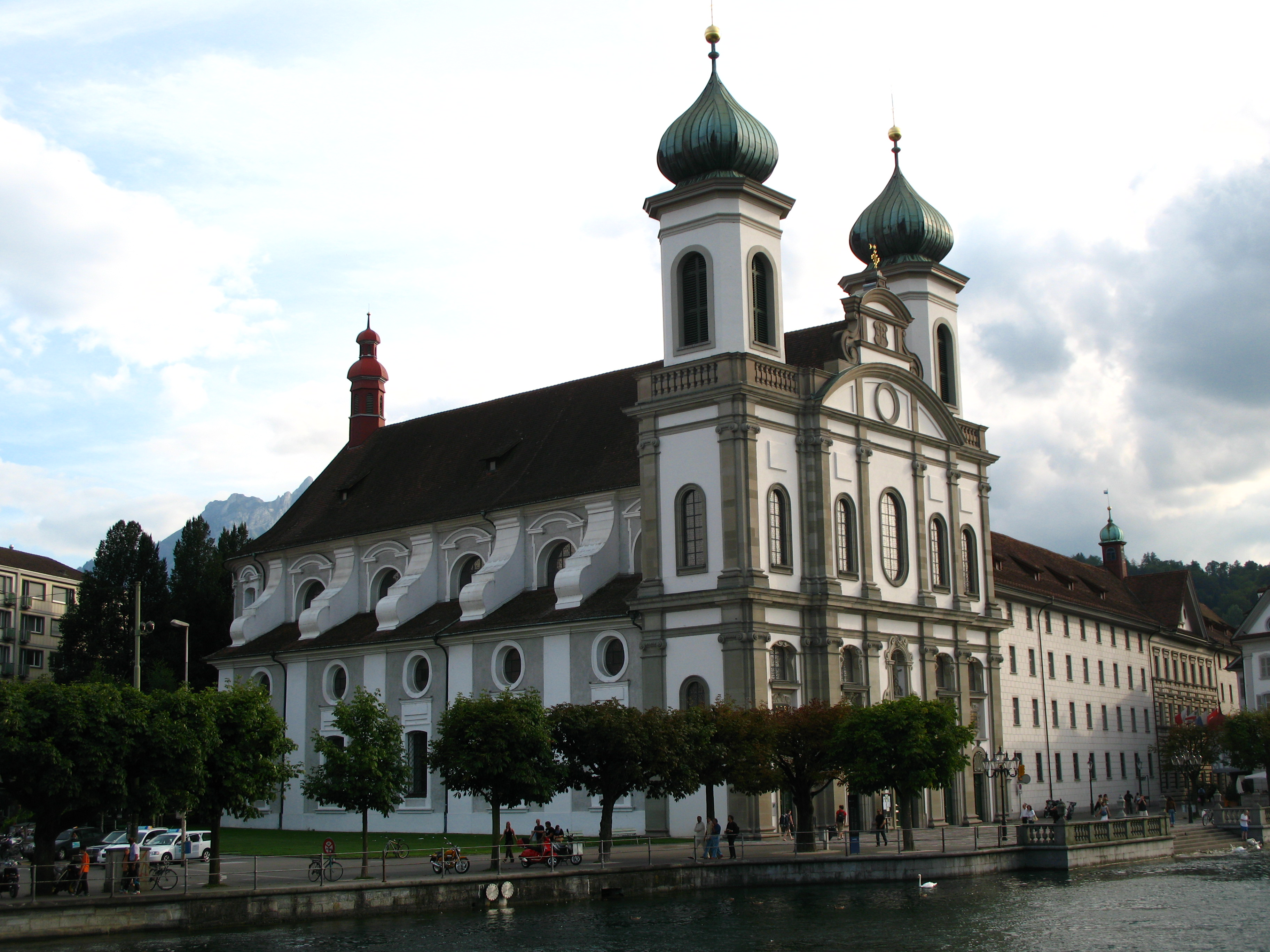
Chiesa dei Gesuiti a Lucerna. Il cantone, di tradizione cattolica, è uno dei principali luoghi di provenienza dei membri della Guardia svizzera pontificia.

| Cantone                                | Residenti | Cattolici | Riformati | % Cattolici | % Riformati |
| -------------------------------------- | --------- | --------- | --------- | ----------- | ----------- |
| Zurigo                                 | 1.520.968 | 387.325   | 425.145   | 26          | 28          |
| Berna                                  | 1.034.977 | 164.866   | 541.148   | 16          | 52          |
| Vaud                                   | 799.145   | 250.543   | 205.775   | 31          | 26          |
| Argovia                                | 678.207   | 215.984   | 161.317   | 33          | 24          |
| San Gallo                              | 507.697   | 226.264   | 104.851   | 45          | 21          |
| Ginevra                                | 499.480   | 219.477   | 62.769    | 44          | 13          |
| Lucerna                                | 409.557   | 245.397   | 41.673    | 60          | 10          |
| Ticino                                 | 353.343   | 235.570   | 5.356     | 67          | 2           |
| Vallese                                | 343.955   | 261.963   | 20.042    | 76          | 6           |
| Friburgo                               | 318.714   | 197.559   | 41.534    | 62          | 13          |
| Basilea Campagna                       | 288.132   | 71.541    | 85.388    | 25          | 30          |
| Turgovia                               | 276.472   | 85.104    | 93.628    | 31          | 34          |
| Soletta                                | 274.748   | 86.518    | 58.522    | 32          | 21          |
| Grigioni                               | 198.379   | 89.768    | 66.536    | 45          | 34          |
| Basilea Città                          | 194.766   | 24.783    | 26.380    | 13          | 14          |
| Neuchâtel                              | 176.850   | 64.258    | 51.378    | 37          | 30          |
| Svitto                                 | 159,165   | 95.794    | 18.390    | 60          | 12          |
| Zugo                                   | 126.837   | 61.999    | 17.070    | 49          | 14          |
| Sciaffusa                              | 81.991    | 17.155    | 29.190    | 21          | 36          |
| Giura                                  | 73.419    | 55.000    | 7.023     | 75          | 10          |
| Appenzello esterno/ Appenzello interno | 71.379    | 27.942    | 23.513    | 39          | 33          |
| Nidvaldo                               | 43.223    | 28.363    | 4.336     | 66          | 10          |
| Glarona                                | 40.403    | 13.383    | 13.768    | 33          | 34          |
| Obvaldo                                | 37.841    | 26.944    | 2.937     | 71          | 8           |
| Uri                                    | 36.433    | 28.582    | 1.691     | 79          | 5           |
| Svizzera                               | 8.546.081 | 3.182.082 | 2.109.360 | 37          | 25          |